# Columba-altaarstuk
Het Columba-altaarstuk is een drieluik van Rogier van der Weyden uit circa 1455. Hij maakte het voor de Sint-Columbakerk in Keulen, waaraan het werk zijn bijnaam ontleent. Het is een hoofdwerk uit zijn laatste creatieve periode. Het behoort sinds 1836 tot de collectie van de Alte Pinakothek in München.

## Herkomst
Het altaarstuk is gemaakt voor de Sint-Columbakerk in Keulen, ongetwijfeld in opdracht van een rijke Keulse notabele, maar de identiteit van de stichter is onzeker. Het bevond zich in 1801 in de Wasserfass-kapel, maar omdat het altaarstuk te groot lijkt voor deze kapel, die bovendien pas na de dood van Rogier van der Weyden gereedkwam, was dit waarschijnlijk niet de oorspronkelijke bestemming. Eerder komt de Mariakapel in aanmerking die in de periode 1458-1464 werd gebouwd in opdracht van Johann Rinck. De kapel bevatte twee altaren naast elkaar en achter het noordelijke altaar was in de muur ruimte uitgespaard die voor het Columba-altaarstuk gereserveerd kan zijn geweest. Het andere altaar was gewijd aan de heilige Columba. Mogelijk was het retabel oorspronkelijk gemaakt voor een Maria-altaar dat in 1448 was gesticht en dat later naar de nieuwe Mariakapel verhuisde. Volgens Dirk De Vos was dit altaar geschonken door de weduwe van Johan Dasse, een raadslid en koopman die in 1448 was overleden, en was zij de opdrachtgever van het altaarstuk. Anderen veronderstellen dat Rinck de triptiek had besteld toen hij het plan opvatte om de kapel te bouwen. Ook de mogelijkheid dat burgemeester Godert von dem Wasserfass, de stichter van de naar hem genoemde kapel, wel degelijk de oorspronkelijke opdrachtgever was, is niet uitgesloten. Het altaarstuk werd in 1809 verworven door de broers Sulpiz en Melchior Boisserée en in 1827 als onderdeel van hun collectie gekocht door Lodewijk I van Beieren, waarna het werd ondergebracht in de Alte Pinakothek in München, die in 1836 werd geopend.

## Voorstelling
De gebeurtenissen volgen elkaar van links naar rechts chronologisch op. Het middenpaneel met de aanbidding door de drie wijzen wordt geflankeerd door de zijpanelen met de aankondiging van de geboorte van Christus en de presentatie in de tempel. De buitenzijden van de luiken zijn egaal beschilderd. Er zijn aanwijzingen dat ze ooit voorzien waren van een voorstelling. De stichter met een rozenkrans in zijn handen is uiterst links op middenpaneel afgebeeld. Hij staat achter Jozef en wordt van de hoofdvoorstelling gescheiden door de toegang met wenteltrap naar de geboortegrot.

### De annunciatie
De annunciatie vindt evenals op het oudere paneel in het Louvre, dat aan een ateliermedewerker van Rogier van der Weyden wordt toegeschreven, plaats in een interieur, maar dan voor een groot deel ontdaan van de aan Jan van Eyck ontleende symboliek en teruggebracht tot de essentie. In dit geval is alle aandacht gericht op de interactie tussen Maria, die zich sierlijk omdraait, en de engel Gabriël, die door de gesloten deur de kamer in komt zweven en haar zoals gebruikelijk aanspreekt met "Ave gratia plena dominus tecum". Door het gebrandschilderde raam en het kleed van goudbrokaat boven haar bed lijkt het meer een hemels paleis dan een Vlaams burgerinterieur. De enige symbolische elementen zijn de traditionele lelie als symbool van haar zuiverheid, het bed (thalamus virginis), dat verwijst naar het mystieke huwelijk tussen Maria en Christus, en de gesneden voorstelling van de zondeval op haar bidbank, een toespeling op Jezus en Maria als de nieuwe Adam en Eva die de misstap van de eerste mensen rechtzetten.

### De aanbidding door de drie koningen

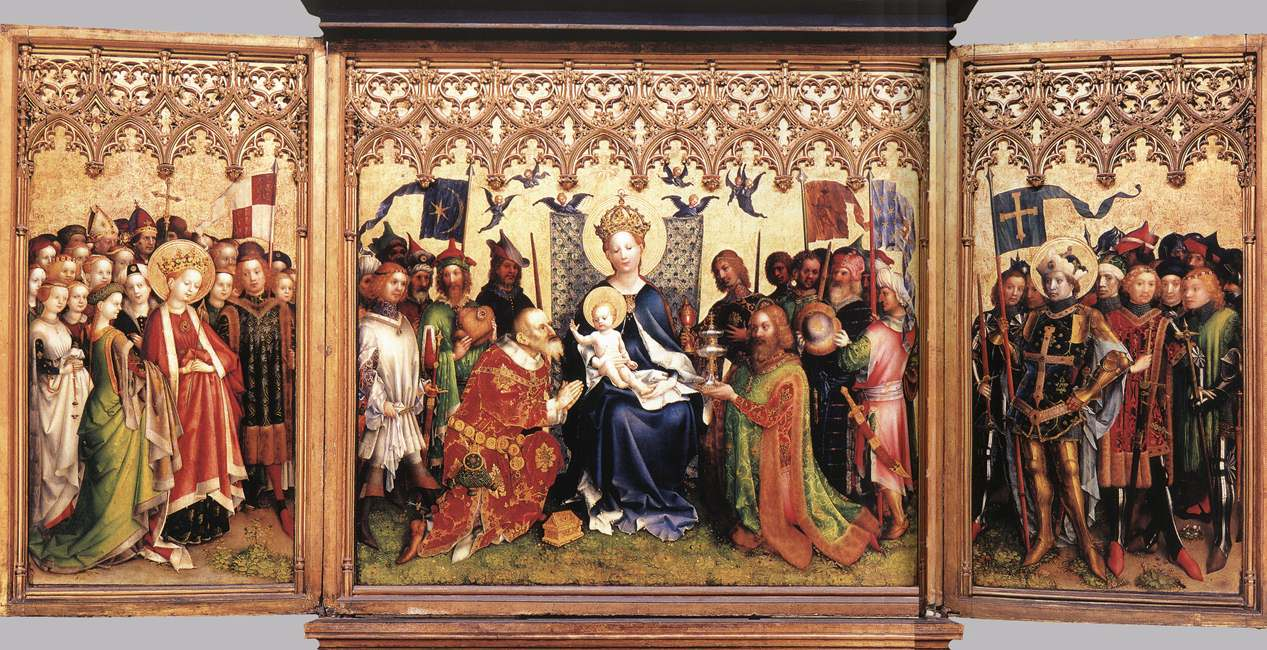
Stefan Lochner, Altaar van de stadspatronen, ca. 1435-1440, Dom van Keulen

Hoewel de aanbidding door de drie wijzen of koningen al vaak was uitgebeeld, was dit altaarstuk is een van de eerste triptieken uit de Lage Landen waarin deze voorstelling centraal staat. De drie koningen waren de stadsheiligen van Keulen en daarom zal het onderwerp een verzoek van de opdrachtgever zijn geweest. Rogiers directe voorbeeld was het Altaar van de stadspatronen dat Stefan Lochner kort ervoor voor de Rathauskapelle "Sankt Maria in Jerusalem" in Keulen had geschilderd. Sinds 1810 bevindt het zich in de Mariakapel in de Keulse Dom en het heeft daarom lange tijd bekendgestaan als het Dombild. Rogier van der Weyden moet zeker de ambitie hebben gehad het werk van Lochner te overtreffen. Hoewel hij sommige elementen overnam – in het bijzonder de centrale positie van Maria, net uit het midden –, maakte hij ook andere keuzes. Zo volgde hij de traditionele rangschikking van de drie koningen, namelijk achter elkaar en niet rondom Maria geschaard, zoals bij Lochner. De vaandeldrager uiterst rechts is bij Van der Weyden veranderd in de jongste koning, die bij Lochner enigszins onopvallend achter de middelste koning staat. Jozef staat op de plaats van de oudste koning. De groep omstanders aan de rechterkant is ook geïnspireerd op het altaarstuk van Lochner, wat vooral blijkt uit de bebaarde figuur die op beide werken een hoed voor zijn borst houdt. Bij Lochner is dit de hoed van de middelste koning, maar bij Rogier houdt deze koning zelf zijn hoed vast en lijkt er dus een hoed te veel te zijn.
Evenals bij de annunciatie is de diepere symboliek van het tafereel niet verborgen, maar open en bloot zichtbaar, zoals in het geval van het kruisbeeld boven Maria, dat geen twijfel laat bestaan over het lot van haar kind.

### De presentatie in de tempel
De presentatie in de tempel op het rechterpaneel vertoont, evenals Melchior Broederlams paneel van het Kruisigingsretabel in Dijon, Italiaanse invloeden. Terwijl de dienares met de twee tortelduiven gebaseerd is op de in het groen geklede maagd uit het gevolg van de heilige Ursula op het linkerpaneel van Lochners altaarstuk, heeft Rogier haar een Italiaanse contrapposto-houding gegeven waarmee ze uit het schilderij kijkt en zo oogcontact legt met de kijker. Dergelijke figuren waren vooral populair bij Florentijnse kunstenaars zoals Filippo Lippi en werden aanbevolen door de kunsttheoricus Alberti om de kijker bij de voorstelling te betrekken, ook al lijkt ze in dit geval de kijker niet zozeer uit te nodigen, maar slechts toestemming te geven de gebeurtenis mee te beleven. Door de vernieuwende compositie bevindt de kijker zich in de ruimte en kijk je niet langer, zoals bij eerdere schilderijen van bijvoorbeeld Ambrogio Lorenzetti en Broederlam, van buitenaf naar binnen. De tempel op het rechterpaneel loopt door op het middenpaneel, waardoor ook de buitenzijde zichtbaar is met de stenen beelden van Mozes, David en mogelijk een profeet.

## Stijl en techniek
Het drieluik is een van de belangrijkste werken die van Rogier van der Weyden bewaard zijn gebleven, ook al heeft hij het niet volledig eigenhandig uitgevoerd. Terwijl het linker- en middenpaneel van superieure kwaliteit zijn, lijkt het rechterpaneel grotendeels – met uitzondering van onder anderen de dienares met de tortelduiven – door assistenten te zijn geschilderd. Zo zijn de hoofden van de twee Jozefs op het middenpaneel en het rechterpaneel naar dezelfde tekening gemaakt, maar is de uitvoering heel anders. Verder is het gezicht van de toekijkende vrouw uiterst rechts atypisch voor Rogier van der Weyden en doet het sterk denken aan de Maria op de Clugny-annunciatie in het Metropolitan Museum of Art, een werk dat wordt toegeschreven aan de jonge Hans Memling, die vanaf circa 1459 als gezel in het atelier van Rogier van der Weyden werkte.
Het middenpaneel van het Columba-altaarstuk is een schoolvoorbeeld van Rogiers gevoel voor ritme en structuur. Panofsky vergeleek het met Jan van Eycks Madonna met kanunnik Joris van der Paele, dat statisch en symmetrisch is en de diepte ingaat. Daarentegen zijn Van der Weydens composities dynamisch, asymmetrisch en opgebouwd uit verticale lagen die innig met elkaar verbonden zijn. De compositie van het middenpaneel zit zo vernuftig in elkaar dat pas nadere beschouwing duidelijk wordt dat de grootte van sommige figuren niet klopt, tenminste volgens de perspectiefregels die een halve eeuw later vanaf Rafaël de standaard werden. Maar Rogier van der Weyden volgt zijn eigen systeem waarin hij streeft naar een 'gelaagd reliëf' dat een harmonieus, ritmisch patroon vormt. Zo kan het dat de figuur in het wit, die de beker aanreikt aan de middelste koning, eigenlijk te klein is afgebeeld, zonder dat dit ook voor de moderne kijker meteen opvalt. Een ander voorbeeld is de ezel die met de koe ver achter in de stal staat, maar desalniettemin zijn kop bijna nieuwsgierig in het vlak met de Maagd Maria steekt. De hazewindhond rechts en de hoed van de oudste koning verbinden de dieper liggende lagen met de dichtstbijzijnde laag, waartoe links ook Jozefs rechteronderbeen behoort. Deze werkwijze staat hem ook inhoudelijk gewaagde keuzes toe, zoals de asymmetrische plaatsing van de Heilige Maagd en niet exact in het midden zoals bij Jan van Eyck. Hetzelfde gelaagde ritme is te zien in het landschap dat op de achtergrond achter de pilaren van het vervallen gebouw doorloopt.
Iconografisch is het werk een samenvatting van zijn oeuvre tot dan toe. Er keren motieven uit eerdere werken terug, zoals het stadskasteel van de Bladelintriptiek op de achtergrond en het interieur van eerdere annunciaties. De houding van de derde koning herinnert aan een soortgelijke figuur in werken als De gerechtigheid van Trajanus en Herkenbald en De opgraving van de heilige Hubertus.

## Navolging
Het altaarstuk is vooral in Duitsland veel nagevolgd – een extra aanwijzing dat het daadwerkelijk voor een opdrachtgever uit Keulen is gemaakt. Navolgingen in de Lage Landen zijn via contacten met het atelier van Rogier van der Weyden ontstaan, zoals de versie door Hans Memling.
Voor de houdingen van de Madonna met Kind en de oudste koning volgden Memling en de onbekende meester van een paneel in het Prado niet het voltooide schilderij, maar de ondertekening die met IRR zichtbaar is gemaakt. De kunstenaars zullen zich waarschijnlijk hebben gebaseerd op de eerste ontwerptekeningen van Rogier van der Weyden, die hij naderhand tijdens het schilderen heeft gewijzigd.

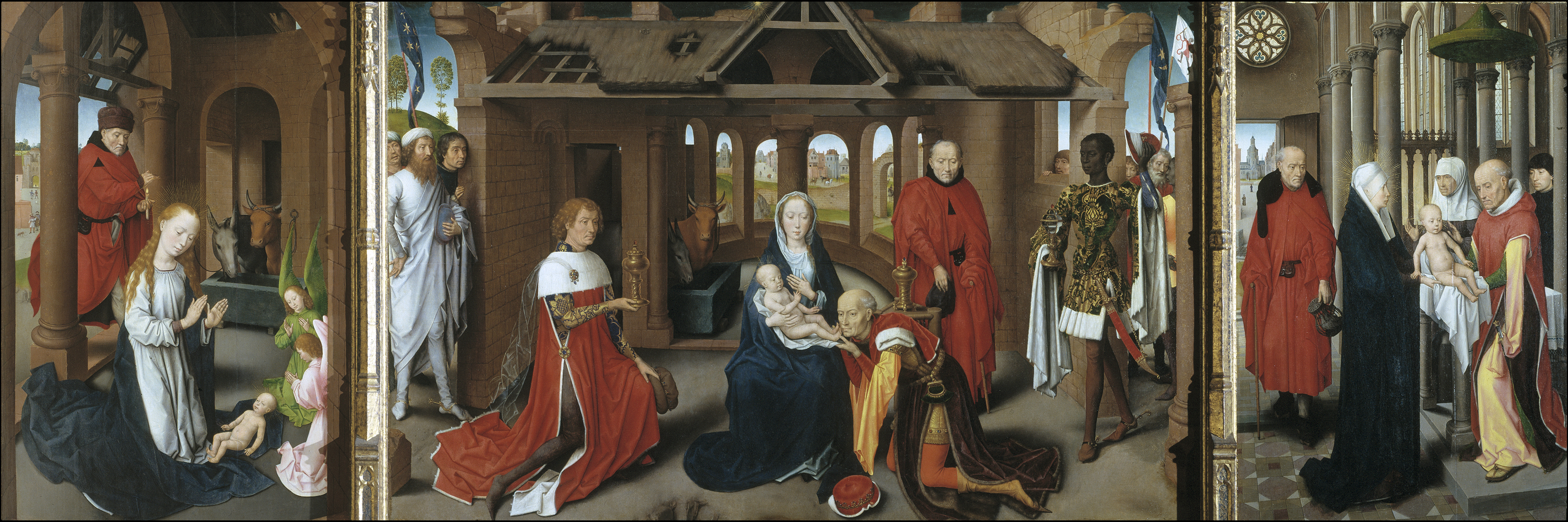
Hans Memling, De aanbidding door de wijzen, ca. 1470, Prado, Madrid